# Lom u Mostu
Lom (deutsch Bruch) ist eine Stadt im Ústecký kraj in Tschechien.

## Geographie

### Lage
Lom befindet sich zwischen Teplice und Most am Fuß des Erzgebirges. Die Nachbarstädte sind Litvínov, Meziboří, Osek und Duchcov.

### Stadtgliederung
Die Stadt Lom besteht aus den Ortsteilen Lom (Bruch) und Loučná (Ladung). Grundsiedlungseinheiten sind Horní Lom, Lom und Loučná. Das Gemeindegebiet gliedert sich in die Katastralbezirke Lom U Mostu und Loučná u Lomu.

### Nachbarorte
|                                                                 | Český Jiřetín (Georgendorf)                 |               |
| Meziboří (Schönbach), Litvínov (Oberleutensdorf), Louka (Wiese) | Kompassrose, die auf Nachbargemeinden zeigt | Osek (Ossegg) |
|                                                                 | Mariánské Radčice (Maria Ratschitz)         |               |

## Geschichte

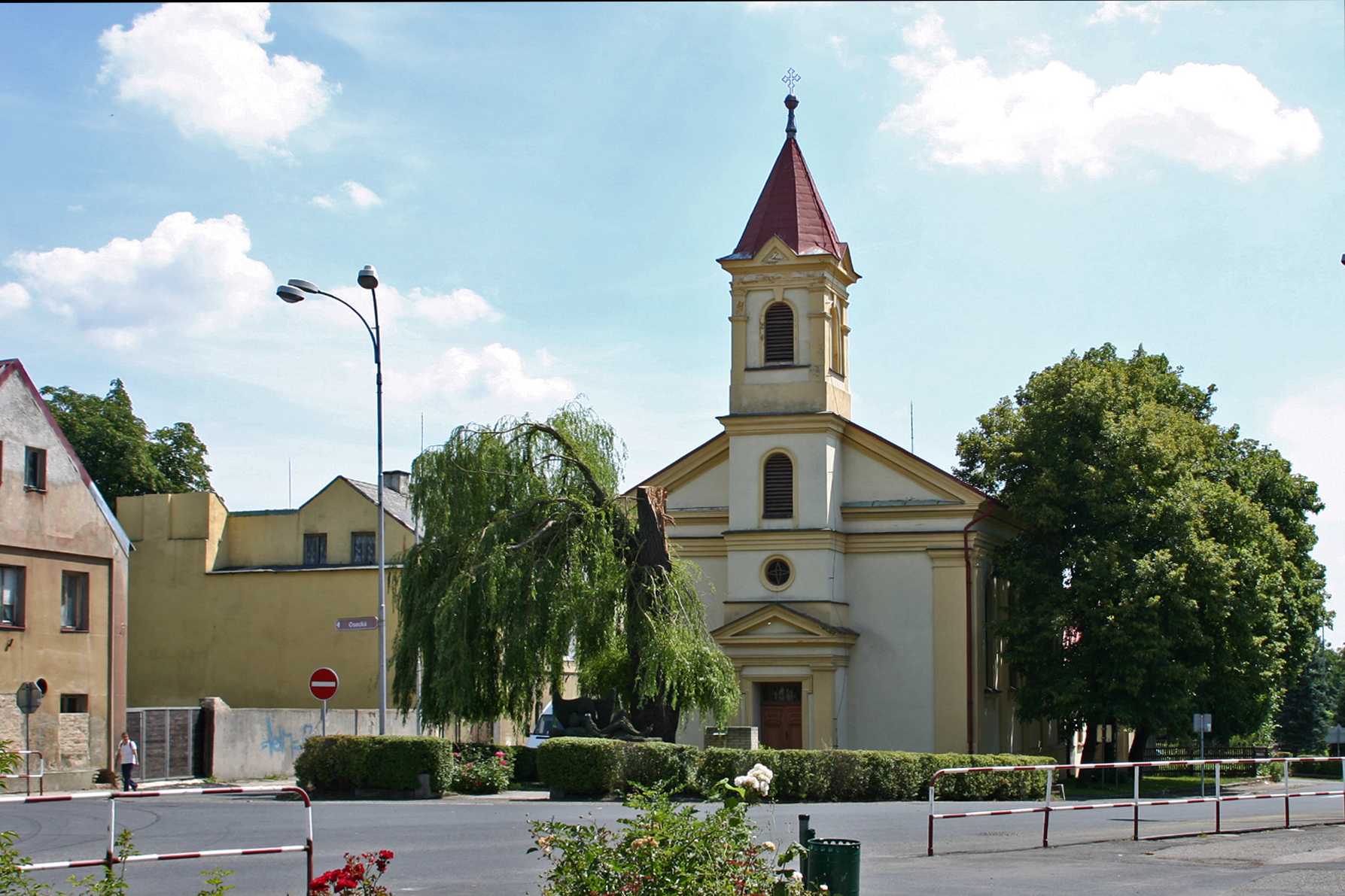
Náměstí s kostelem / Kirchplatz

Die Ortschaft wurde etwa am Ende des 12. Jahrhunderts gegründet. Allerdings fand man auch schon Ausgrabungen aus der Neolithzeit und der Ära der Besiedlung durch Kelten. Der Name wurde aus dem deutschen Bruche abgeleitet. Gegründet wurde es von dem damals starken Geschlecht der Hrabischitz aus Ossegg. Wie viele Orte aus der Gegend kam es im 14. Jahrhundert in den Herrschaftsbereich des Ossegger Klosters. Ursprünglich wurde im Dorf vorwiegend Landwirtschaft betrieben. Im 16. Jahrhundert fand man in der Nähe Vorkommen vom Eisenerz, Anfang des 17. Jahrhunderts begann der Braunkohleabbau. 1902 wurde Bruch zur Stadt erhoben.
1946 wurde auf dem Platz vor der katholischen Kirche in Lom ein Denkmal für Tschechen aufgestellt, die in deutschen Konzentrationslagern oder in Folge der Haft in Konzentrationslagern um das Leben kamen. Einschließlich Kinder, wie eine separat aufgestellte Tafel zeigt. Das Denkmal wurde von Miroslav Zentner geschaffen, 1963 zum nationalen Denkmal erklärt und in das Denkmalregister der Tschechischen Republik eingetragen.

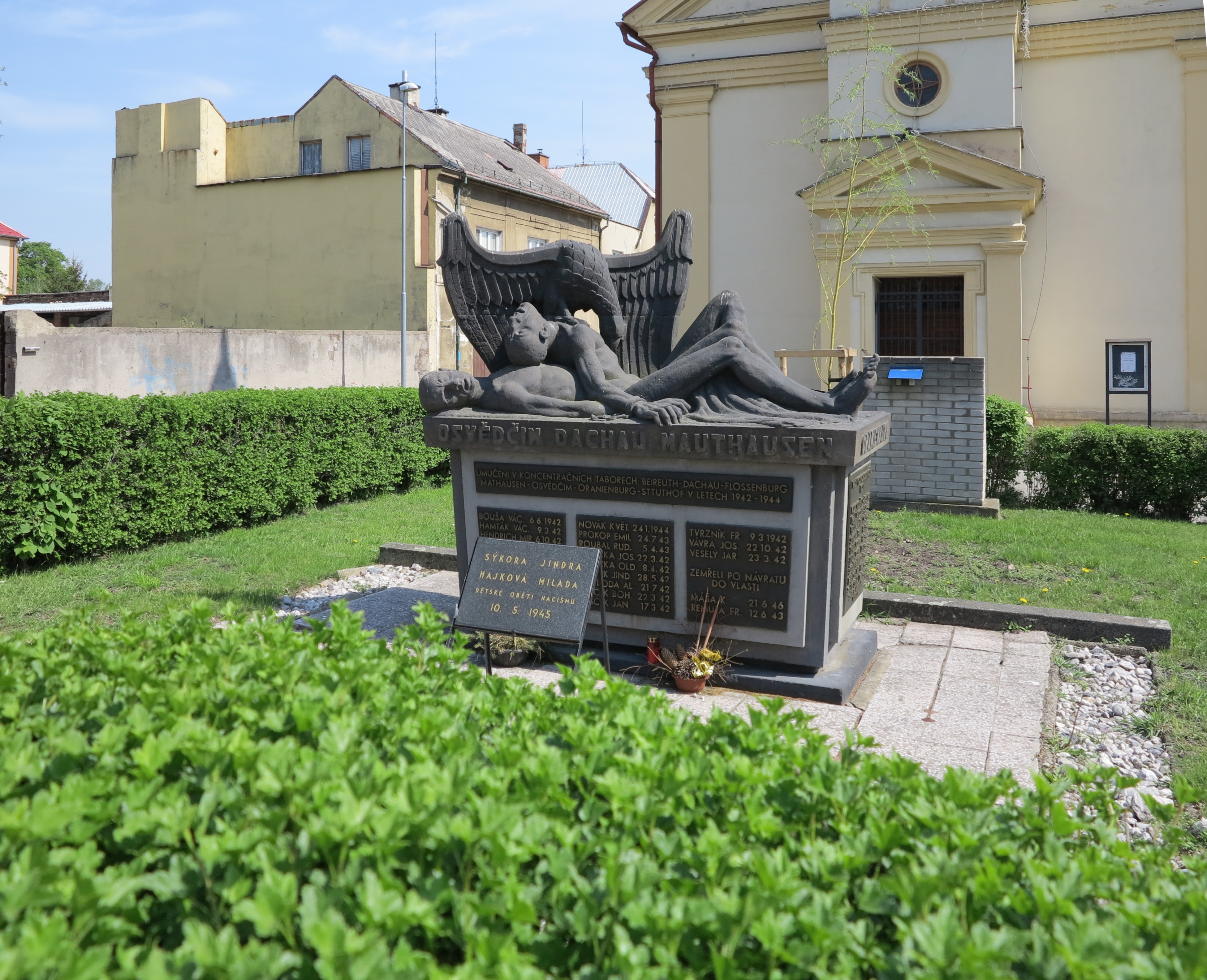
Denkmal für die tschechischen Opfer deutscher Konzentrationslager

## Entwicklung der Einwohnerzahl
| Jahr | Einwohnerzahl |
| ---- | ------------- |
| 1869 | 793           |
| 1880 | 913           |
| 1890 | 1855          |
| 1900 | 7654          |
| 1910 | 8841          |

| Jahr   | Einwohnerzahl |
| ------ | ------------- |
| 1921   | 8806          |
| 1930   | 9190          |
| 1950 1 | 6151          |
| 1961 1 | 6102          |
| 1970 1 | 4861          |

| Jahr   | Einwohnerzahl |
| ------ | ------------- |
| 1980 1 | 4042          |
| 1991 1 | 3214          |
| 2001 1 | 6321          |
| 2011 1 | 3730          |

## Söhne und Töchter der Stadt
- Bernhard Scheinpflug (1811–1882), deutscher Pädagoge und Historiker
- Květoslav Innemann, genannt Vincenc (1910–1971), tschechoslowakischer Kommunist, Häftling im KZ Dachau und im KZ Buchenwald, Parteifunktionär (KPC) und Verlagsdirektor
- Jiří Hendrych (1913–1979), tschechoslowakischer Politiker
- Josef Alois Náhlovský (1949–2022), tschechischer Humorist, Entertainer, Musiker, Schauspieler und Schriftsteller